# Letecký předpis
Letecké předpisy je v českém Zákoně o civilním letectví označení pro předpisy, které v souladu s příslušnými mezinárodními smlouvami o letectví (zejména Úmluvou o mezinárodním civilním letectví) vydává Sdružení leteckých úřadů podle předpisů Evropských společenství a Evropská organizace pro bezpečnost leteckého provozu (EUROCONTROL). Oficiální české znění, které je v České republice závazné na základě § 102 odst. 2 českého Zákona o civilním letectví, přijímá Ministerstva dopravy České republiky a vyhlašuje je v Letecké informační příručce, přičemž ze zákona musí být k dispozici na Ministerstvu dopravy ČR a na Úřadu pro civilní letectví.
Úmluva o vzniku ICAO byla doplněna přílohami (anexy), což jsou prováděcí předpisy pro jednotlivé činnosti v oblasti civilního letectví. Jde o základní řadu příloh označených ICAO Annex 1 do Annex 19. Annexy ICAO jsou mezinárodními doporučeními členským státům ICAO jako minimální požadavky. Pro implementaci do národních legislativ se doporučuje, aby letecké předpisy v rámci národních zákonů byly přísnější než tyto minimální technické a organizační požadavky v provozu civilního letectví. Veškeré úsilí aplikovat přepisy ICAO do civilního letectví směřuje k vyšší bezpečnosti letecké dopravy. K vyhlašování příloh je podle čl. 90 a násl. a článku 54 písm. l) Chicagské smlouvy zmocněna Rada ICAO, která přitom vychází z doporučení letecké komise ICAO a schvaluje je dvoutřetinovou většinou přítomných. Přílohy nebo jejich doplňky vstupují v platnost po uplynutí tří měsíců od jejich předložení smluvním státům, pokud mezitím neoznámí většina smluvních států svůj nesouhlas.

## Přehled základních leteckých předpisů
Číslování v řadě „leteckých předpisů“ odpovídá číslování příloh Chicagské smlouvy.
Označení – předmět činnosti:
L1 – Způsobilost leteckého personálu civilního letectví
L2 – Pravidla létání
L3 – Meteorologická služba v civilním letectví
L4 – Letecké mapy
L5 – Používání měřicích jednotek v letovém a pozemním provozu
L6 – Provoz letadel
L7 – Poznávací značky letadel
L8 – Letová způsobilost letadel
L9 – Zjednodušení formalit
L10 – Letecká telekomunikační služba v civilním letectví
L11 – Letové provozní služby
L12 – Pátrání a záchrana v civilním letectví
L13 – Odborné zjišťování příčin leteckých nehod a incidentů
L14 – Letiště
L14H – Letiště pro vrtulníky
L15 – Letecká informační služba
L16 – Ochrana životního prostředí – letecký hluk, emise letadlových motorů
L17 – Bezpečnost mezinárodního civilního letectví - Ochrana před protiprávními činy
L18 – Bezpečná přeprava nebezpečného zboží vzduchem
L19 – Řízení bezpečnosti

## Přehled některých dalších předpisů
Další předpisy vycházejí z ICAO Dokumentů. Např. ICAO Doc.4444 = L4444
Označení – předmět činnosti:
L4444 – Postupy pro letové navigační služby
L8168 - Provoz letadel
L8400 - Zkratky a kódy
L7030 - Regionální doplňkové postupy, EUR/RAC
L Frazeologie - Radiotelefonní postupy a letecká frazeologie a terminologie pro poskytování letových provozních služeb a provádění letů

## Některé další letecké předpisy platné v Evropě
Evropské letecké předpisy JAA, které jsou stejné jako americké FAA, nebo zpřísňují požadavky ICAO:
JAR-26 - Dodatečné požadavky letové způsobilosti pro provoz
JAR-STD 2A - Letová výcviková zařízení pro letouny
JAR-STD 1A - Letové simulátory pro letouny
JAR-STD 1H - Letové simulátory pro vrtulníky
JAR-OPS 1 - Obchodní letecká doprava (Letouny)
JAR-OPS 3 - Obchodní letecká doprava (Vrtulníky)
JAR-STD 1H - Letové simulátory pro vrtulníky
JAR-66 - Osvědčující personál údržby
JAR-AWO - Provoz za každého počasí
JAR-147 - Schválený výcvik údržby a zkoušky